# Militarisme
Militarisme er et begreb, der kan opfattes på flere måder:
1. Det kan være en ideologi, der er fortaler for, at kun en stærk stat med et stort militær kan garantere sikkerhed og tryghed i landet.
2. Det kan forstås som en militarisering af hele samfundet, der skal indrettes efter militære styringsprincipper. Der bliver børn i skolen vænnet til militære æresforestillinger. Det var Nazityskland et  hierarkisk eksempel på: Hitlerjugend og Bund Deutscher Mädel.

| filosofi | Spire Denne filosofiartikel er en spire som bør udbygges. Du er velkommen til at hjælpe Wikipedia ved at udvide den. |

| Politik | Spire Denne artikel om politik og ideologi er en spire som bør udbygges. Du er velkommen til at hjælpe Wikipedia ved at udvide den. |